# Imre Lakatoš
Imre Lakatos (Debrecin, 9. novembar 1922 — London, 2. februar 1974) bio je britanski filozof mađarskog porekla.
Imre Lakatos dao je vredne doprinose filozofiji matematike i filozofiji nauke. Njegovo delo Proofs and Refutations (Dokazi i pobijanja, 1963/64) daje inovativan pogled na pitanja matematičkog otkrića. On pokazuje da protivrimeri («pobijanja») igraju važnu ulogu u matematici i drugde u nauci i iznosi tezu da se kako dokazi, tako i teoreme postupno poboljšavaju traženjem protivprimera i sistematskom analizom dokaza. Njegova metodologija istraživačkih programa (koju je on predstavio kao sintezu pogleda na nauku koju su dali Poper i Kun temelji se na ideji da je nauku najbolje analizirati ne u kategorijama pojedinih teorija, nego u kategorijama jedinica nazvanih istraživački programi. Lakatos je tvrdio da njegov pogled pruža jasne kriterijume napretka i nazatka (koji nedostaju u Kunovom pogledu) i stoga zahvata racionalni aspekt naučnog razvoja. Lakatos je takođe artikulisao meta-metodologiju kako bi procenio suparničke metodologije nauke u smislu racionalnih rekonstrukcija njihove interne istorije.

## Život
Lakatos je rođen kao Imre Lipschitz u debrecinskoj židovskoj porodici godine 1922. Na Univerzitetu u Debrecinu godine 1944. diplomirao je matematiku, fiziku i filozofiju. Promenivši ime u Imre Molnár izbegao je nacistički progon židova. Majka i baka umrle su mu u Aušvicu. U Drugom svetskom ratu angažirao se kao komunist. Još je jednom promenio prezime u čast Geze Lakatosa (lakatos=bravar).
Nakon rata nastavio je školovanje u Budimpešti (gde mu je, među ostalima, predavao i Đerđ Lukač). Školovao se i na Moskovskom državnom univerzitetu, pod mentorstvom matematičarke i istoričarke Sofije Jankovskaje. Vrativši se u Mađarsku, zaposlio se kao visoki činovnik u ministarstvu obrazovanja. U internim raspravama unutar mađarske radničke partije godine 1950. našao se na gubitničkoj strani, te je poslan u zatvor pod optužbom za revizionizam.
Nakon puštanja na slobodu, 1953. godine, Lakatos se vratio akademskom životu, matematičkim istraživanjima, i prevođenju knjige How to Solve It matematičara Đerđa Poje. Premda je i dalje nominalno ostao komunista, njegova su se politička gledišta znatno promenila, pa se uključio u bar jednu disidentsku studentsku grupu čije je delovanje bilo uvod u Mađarsku revoluciju iz 1956.
Nakon što je u novembru 1956. - Sovjetski Savez izvršio invaziju na Mađarsku, Lakatos se sklonio u Beč, a kasnije je otišao u Englesku. Doktorirao je filozofiju godine 1961. na Univerzitetu u Kembridžu. Njegova postumno objavljena knjiga Dokazi i opovrgavanja (Proofs and Refutations) temelji se na njegovoj disertaciji.
Lakatos nikad nije dobio britansko državljanstvo, tako da je zapravo bio apolit.
Godine 1960. dobio je nameštenje na Londonskoj ekonomskoj školi (London School of Economics), gde je pisao o filozofiji matematike i filozofiji nauke. Na odseku za filozofiju nauke Londonske ekonomske škole u to su vreme predavali i Karl Poper i Džon Votkins.
U saradnji s Alanom Masgrejvom uredio je Criticism and the Growth of Knowledge, visokocitirani zbornik radova Međunarodnog skupa iz filozofije nauke, održanog u Londonu godine 1965. Na tom su skupu učestvovali znameniti govornici držeći predavanja kao odgovor na delo Struktura naučnih revolucija Tomasa Kuna. Zbornik je objavljen 1970.
Lakatos je ostao na Londonskoj ekonomskoj školi sve do svoje iznenadne smrti 1974. godine uzrokovane krvarenjem u mozgu, u 51. godini života. Škola je njemu u sećanje ustanovila Nagradu Lakatos (Lakatos Award).

## Metodologija istraživačkih programa
Lakatosev doprinos filozofiji nauke bio je pokušaj da razreši sukob između Poperovog falsifikacionizma i Kunove teorije naučnih paradigmi.
Poper dokazuje da naučnici trebaju da napuste neku teoriju čim naiđu na dokaz koji je falsifikuje, i da je odmah zamene novim, odvažnijim i delotvornijim pretpostavkama. A prema Kunu, nauka se sastoji od perioda normalnosti (za vreme kojih naučnici nastavljaju da podržavaju svoje teorije premda otkrivaju anomalije), koje prekidaju periodi velikih konceptualnih promena.
Lakatos je tražio metodologiju koja bi usuglasila ta prividno protivrečna gledišta, koja bi pružila racionalno objašnjenje naučnog napretka i bila koherentna sa istorijskim činjenicama.
Prema Lakatosu, ono što se obično smatra teorijama jesu zapravo međusobno blago različite grupe teorija koje dele neke principe, a ti se principi mogu definisati kao teorijska jezgra. Te grupe teorija Lakatos naziva istraživačkim programima. Naučnici uključeni u neki program brane teorijsko jezgro od pokušaja falsifikacije podupirući je nizom pomoćnih pretpostavki. Dok je Poper generalno diskreditovao takve mere kao puku improvizaciju, Lakatos je pokušavao da pokaže da postavljanje i razvijanje zaštitnih pretpostavki nije nužno loše za istraživački program.
Metodološki programi obično počivaju na nizu odabranih teorema od kojih istraživač ne bi mogao odstupiti, odnosno tzv. „čvrsto jezgro” i njegov zaštitni omotač, skup stavova izvedenih iz čvrstog jezgra, čije opovrgavanje ne ugrožava osnovne prihvaćene stavove. Umesto istinitih i neistinitih teorija, Lakatos pravi razliku između progresivnih i regresivnih istraživačkih programa. Progresivne istraživačke programe karakteriše rast i otkrivanje novih činjenica. Regresivne programe karakteriše izostanak rasta ili umnožavanje zaštitnih hipoteza koje ne vode novim činjenicama. Ako metodološki program predviđa ili može objasniti novospoznate empirijske činjenice on je progresivan, ako se zaštitni omotač ili čak čvrsto jezgra ad hoc prilagođavaju empirijskim podacima, on je regresivan.
Lakatos se nadovezuje na Kvajnovu i Fejerabendovu ideju da je uvek moguće braniti neko ukorenjeno uverenje od dokaza koji ga pobijaju, preusmerujući kritiku prema drugim verovanjima (uverenjima koja se prihvaćaju kao istinita) koja pobijaju datu teoriju, a koja bi i sama mogla biti falsificirana.

## Kritika Poperovog falsifikacionizma
Prema Poperovom načelu falsifikacionizma, naučnici iznose teorije na koje priroda odgovara sa „ne”, što se očituje kroz niz zapažanja koja su sa tim teorijama u neskladu. Poper smatra iracionalnim podržavanje teorije uprkos prigovora prirode.
Za Lakatosa, naprotiv, „ne radi se o tome da se iznose teorije na koje priroda može da odgovori s 'ne'; nego što se iznosi skup teorija, a priroda može odgovoriti sa 'nedosledno'”. Ta se nedoslednost – preoblikovanjem pomoćnih pretpostavki – može razrešiti i da se tako ne napusta istraživački program niti da se zadre u jezgro teorije.
Bit Lakatoseve kritike falsifikacionizma jeste dakle da jedan primer koji opovrgava hipotezu nije dovoljan da bi se ona odbacila. Poperova falsifikacionistička metoda po Lakatosu olako odbacuje veliki deo racionalnog postupanja u nauci, stoga je njegova „racionalna rekonstrukcija” u neskladu s realnom istorijom nauke. Lakatos dokazuje da pojam „opovrgavajućeg slučaja” nije jednostavan. Falsifikatori su sredstva za pojašnjenje „naivne slutnje” i pretpostavki pri njenom dokazivanju; oni su granični slučajevi u određivanju domena za koju treba da važi teorem (hipoteza ili nagađanje). Stoga je jedno od presudnih pitanja u dokazivanju: koje falsifikatore naivne hipoteze valja uključiti u sadržaj dokaza, odnosno u definiciju pojmova koji se objašnjava (jer bi postupak apriornog isključivanja falsifikatora značajno redukovao sadržaj i domen važenja hipoteze ili teorema). Kako su falsifikatori demarkacione linije važenja teorema i sredstva za daljnje pojašnjenje, ima smisla ustrajati u dokazivanju „opovrgnute” hipoteze. Jer svaka se hipoteza, kako kaže Fejerabend, rađa kao opovrgnuta. Interna istorija (Lakatosev izraz za „racionalnu rekonstrukciju”) treba da uzme u obzir vredne pokušaje „spašavanja” hipoteze ili teorema pomoću izolacije „čudovišnih protivprimera”.
Umesto naivnog falsifikacionizma Lakatos predlaže svoju metodologiju naučno-istraživačkih programa, kojom se ne procenjuje izolovana hipoteza, već celi skup teorijskih postavki i njihovih posledica.
Poteškoće falsifikacionizma priznao je i sam Poper.

## Spoljašnje veze
- Musgrave, Alan; Pigden, Charles. „Imre Lakatos”.  Ур.: Zalta, Edward N. Stanford Encyclopedia of Philosophy.
- O'Connor, John J.; Robertson, Edmund F. „Imre Lakatoš”. MacTutor History of Mathematics archive. University of St Andrews.
- -author= -